# Microlenecamptus nakabayashii
Microlenecamptus nakabayashii là một loài bọ cánh cứng trong họ Cerambycidae.